# 占星術殺人事件
《占星術殺人事件》（日語：占星術殺人事件），或譯作占星術殺人魔法，是日本推理作家島田莊司的推理小說，為其筆下的偵探御手洗潔系列第一冊（但並非御手洗潔系列時間點最早的一本）。

## 書籍出版資訊
| 出版者       | 出版日期       | 媒介       | 頁數  | 書籍編碼           | 譯者                     |
| ------------ | -------------- | ---------- | ----- | ------------------ | ------------------------ |
| 講談社       | 1981年12月14日 | 單行本     | 277頁 | ISBN 9784061308206 |                          |
| 講談社       | 1987年7月8日   | 講談社文庫 | 470頁 | ISBN 9784061833715 |                          |
| 講談社       | 2013年8月9日   | 改訂完全版 | 544頁 | ISBN 9784062775038 |                          |
| 皇冠文化出版 | 2003年7月28日  | 平裝書     | 304頁 | ISBN 9789573319757 | 郭清華                   |
| 皇冠文化出版 | 2013年12月13日 | 改訂完全版 | 336頁 | ISBN 9789573330424 | 陳明鈺、郭清華           |
| IBC Books    | 2005年9月1日   | 平裝書     | 252頁 | ISBN 9784925080811 | Ross and Shika Mackenzie |
| 新星出版社   | 2012年5月1日   | 平裝書     | 348頁 | ISBN 9787513314558 | 王鵬帆                   |

## 故事概要
昭和11年（1936年）發生了一件極端難解的獵奇事件。畫家梅澤平吉在密室狀態的自宅工作室被殺害了。而現場遺留的遺書記載著奇怪的內容：切下六位年輕處女各自星座代表的身體部位，再以此組合成擁有完美肉體的女性‧阿索德的製作。此後，畫家的六個女兒全被謀殺，各以切去頭、肩、胸、腰、大腿、小腿的狀態陳屍。是拿去作成阿索德了嗎？那麼，阿索德又在哪呢？而犯人又是誰？謎題無解，被稱作占星術殺人的本案遂入迷宮之中。
從石岡處得知事件的御手洗對事件抱持著興趣。於是，在從文獻方面著手調查的兩人面前，出現了意外的來訪者......

## 登場人物

### 主要角色
御手洗 潔（Mitarai Kiyoshi）
占星術師，石岡摯友。
自石岡那裡獲得了梅澤平吉的「阿索德手記」，遂着手解開四十年前模仿此手記的占星術殺人事件。
石岡 和己（Ishioka Kazumi）
御手洗摯友。告知御手洗占星術殺人事件。

### 案件相關
梅澤 平吉（Umezawa Heikichi）
明治19年（1886年）生，水瓶座，著名的「阿索德手記」的作者，擁有非常深的占星術造詣。在他的手記里，描述了將六名女性殺害，並將她們身體的各個部分按照佔星術理論重組成完美的人類「阿索德」的過程。然而在他計劃實行之前就被某人殺死於密室之內。
然而在他死後，他的繼室昌子的長女一枝被殺，接着次女知子、三女秋子、四女雪子、前妻多惠所生的女兒時子、弟弟吉男和妻子文子所生的長女禮子以及次女信代均按照手記所描述的情節被殺害肢解，她們被切去一部分的遺體在全日本各處的土里被陸續發現。
梅澤 一枝（Umezawa Kazue）
明治37年（1904年）生，摩羯座，梅澤平吉的繼室昌子和前夫所生的女兒。在梅澤的手記中以「和榮」之名代替。
已婚，婚後隨夫姓「金本」，後來離異。
昭和11年（1936年）被發現死於自宅，死前曾遭強暴。
梅澤 知子（Umezawa Tomoko）
明治43年（1910年）生，水瓶座，梅澤平吉的繼室昌子和前夫所生的女兒。在梅澤的手記中以「友子」之名代替。
在梅澤平吉和一枝死後遭殺害，膝部以下被切斷取走。
梅澤 秋子（Umezawa Akiko）
明治44年（1911年）生，天蠍座，梅澤平吉的繼室昌子和前夫所生的女兒。在梅澤的手記中以「亞紀子」之名代替。
在梅澤平吉和一枝死後遭殺害，腰部被切掉取走。
梅澤 雪子（Umezawa Yukiko）
大正2年（1913年）生，巨蟹座，梅澤平吉和繼室昌子所生的女兒。在梅澤的手記中以「夕紀子」之名代替。
在梅澤平吉和一枝死後遭殺害，胸部遭切掉取走。
梅澤 時子（Umezawa Tokiko）
大正2年（1913年）生，白羊座，梅澤平吉和前妻多惠所生的女兒。在梅澤的手記中以「登紀子」之名代替。
在梅澤平吉和一枝死後遭殺害，頭部被切掉取走。
梅澤 禮子（Umezawa Reiko）
大正2年（1913年）生，處女座，梅澤平吉的弟弟吉男的女兒。在梅澤的手記中以「冷子」之名代替。
在梅澤平吉和一枝死後遭殺害，腹部被切掉取走。
梅澤 信代（Umezawa Nobuyo）
大正4年（1915年）生，射手座，梅澤平吉的弟弟吉男的女兒。在梅澤的手記中以「野風子」之名代替。
在梅澤平吉和一枝死後遭殺害，大腿部分被切掉取走。
梅澤 昌子（Umezawa Masako）
明治17年（1884年）生，獅子座，梅澤平吉的繼室，一枝、知子、秋子、雪子的母親。在梅澤的手記中以「勝子」之名代替。
被認為是殺害梅澤平吉的兇手而遭逮捕，後來死於獄中。
梅澤 多惠（Umezawa Tae）
明治21年（1888年）生，雙魚座，梅澤平吉的前妻，時子的母親。在梅澤的手記中以「阿妙」之名代替。
梅澤 吉男（Umezawa Yoshio）
明治20年（1887年）生，水瓶座，梅澤平吉的弟弟，禮子和信代的父親。在梅澤的手記中以「良雄」之名代替。
梅澤 文子（Umezawa Fumiko）
明治22年（1889年）生，雙子座，梅澤吉男的妻子，禮子和信代的母親。在梅澤的手記中以「綾子」之名代替。
富田 安江（Tomida Yasue）
明治19年（1886年）生，射手座，梅澤平吉在巴黎邂逅的女性。在梅澤的手記中以「富口安榮」之名代替。
富田 平太郎（Tomida Heitarou）
明治41年（1908年）生，金牛座，富田安江的兒子。
村上 諭（Murakami Satoru）
明治15年（1882年）生，巨蟹座，昌子的前夫，一枝、知子、秋子的生父。
竹越 文次郎（Takekoshi Bunjirou）
明治38年（1905年）生，退休警察，已故。
當年被牽涉入梅澤家凶殺案中，並留下了一份留有重要線索的手稿。
飯田 美沙子（Iida Misako）
竹越文次郎的女兒，竹越文彥的妹妹，出嫁後從夫姓「飯田」。
在父親過世後，將他生前留下的有着重要線索的手稿交給了御手洗。
竹越 文彦（Takekoshi Fumihiko）
竹越文次郎的兒子，飯田美沙子的哥哥。警察。

## 争议

### 被抄襲
- 天樹征丸担任日本漫畫《金田一少年之事件簿》的異人館村殺人事件（異人館村殺人事件）原案时曾盜用本書的兩個詭計[2]。該漫畫的出版商也“正式承認”確實抄襲占星術殺人事件。中國電視劇《少年包青天》第一部第三單元隱逸村之迷則完全抄襲異人館村殺人事件，間接抄襲該書的2個詭計。

### 涉嫌抄襲
- 該書中的分屍的手法有可能來自岡戶武平[3][4]的短篇小說五體積木[原創研究？]。目前無法證實到底是原創、抄襲、借典或雷同。

## 榮譽
- 日本推理作家協會獎20世紀10大推理小說─入選
- 偵探小說研究會1975─1994年百大本格推理第三名
- 週刊文春百大推理小說